# Plaimpied-Givaudins
Plaimpied-Givaudins é uma comuna francesa na região administrativa do Centro, no departamento de Cher. Estende-se por uma área de 40,51 km². Em 2010 a comuna tinha 2 085 habitantes (densidade: 51,5 hab./km²).